# Bad Griesbach Challenge Tour 2013
Het Bad Griesbach Challenge Tour by Hartl Resort was in 2013 een nieuw toernooi op de Europese Challenge Tour. Het werd van 4-7 juli gespeeld op de Beckenbauer Course van de Hartl Resort in Beieren. Het prijzengeld was € 170.000 waarvan de winnaar € 27.200 kreeg. De Italiaanse golfer Andrea Pavan won het toernooi.

## De baan
De Beckenbauer Course werd vernoemd naar de beroemde Duitse voetballegende Franz Beckenbauer. Het was indertijd zijn voorstel aan Alois Hartl om hier enkele golfbanen aan te leggen, en Hartl Resort groeide uit tot de grootste golfresort in Europa met vijf 18-holes wedstrijdbanen, drie 9 holesbanen en een golfschool met 36 pro's. De Beckenbauer Course werd ontworpen door Bernhard Langer. De par van de baan is 72.

## Verslag
Er deden dit keer zes Nederlanders mee en drie Belgen. Daan Huizing werd in 2012 professional en speelde op invitatie. Verder stonden er 10 Duitse professional op de lijst en amateur Philipp Westermann uit Hamburg. Hij speelt sinds 2004 in het nationale team, hij studeerde toen nog in Louisiana en had een handicap van +3,5. Hij miste hier de cut.

### Ronde 1

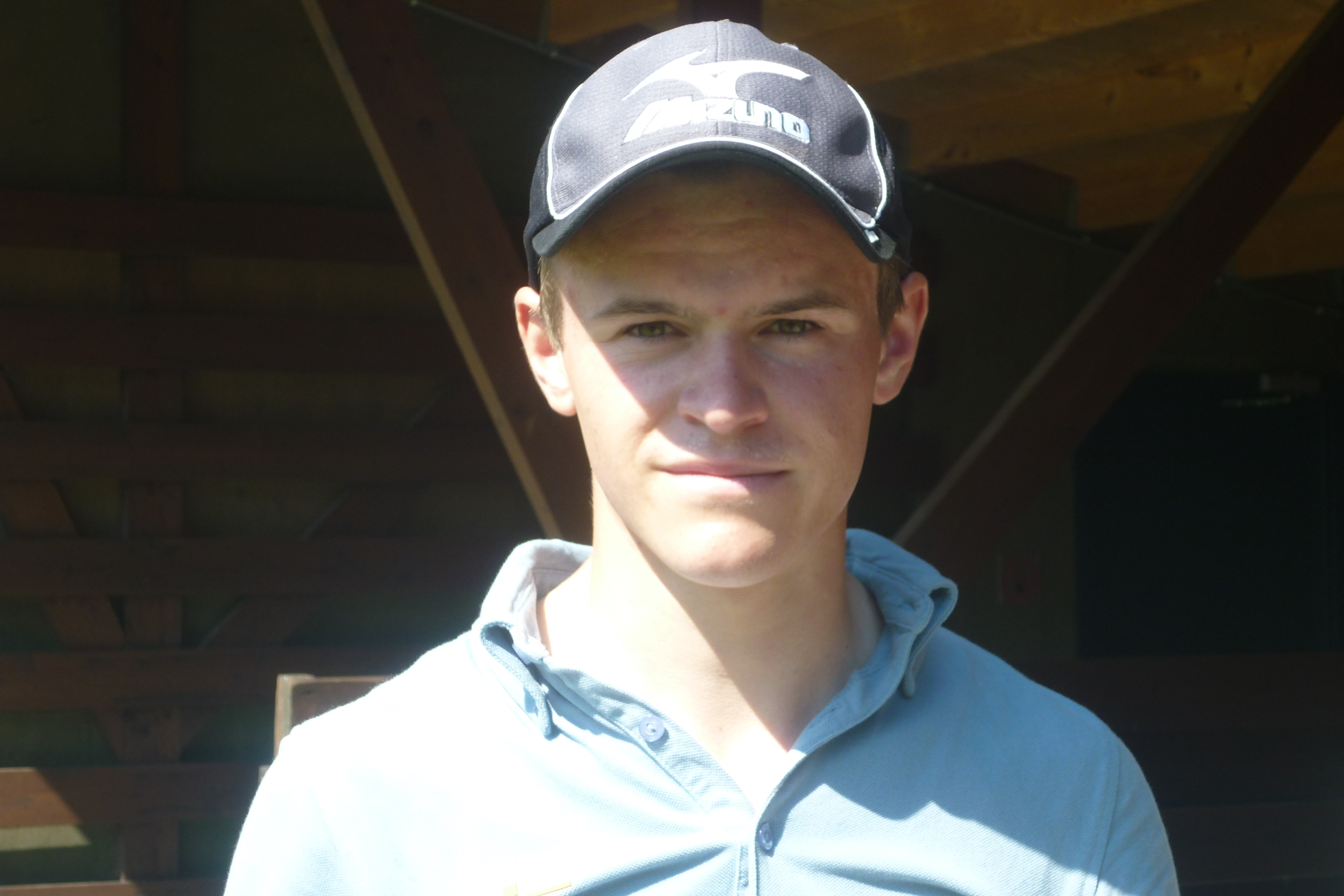
Daan Huizing

Om 8 uur startte Victor Riu. Hij maakte een ronde van 63 en ging aan de leiding. Nicolas Meitinger ging in 65 slagen rond en werd 2de, Daan Huizing en Robin Kind deelden voorlopig de 3de plaats na mooie rondes van 66.
 Pierre Relecom sloeg pas na 2 uur af. Hij bracht met 65 de beste Belgische score binnen en deelde de 2de plaats met Meitinger en Chris Hanson.

### Ronde 2
Pierre Relecom speelde par en verloor wat terrein. Eirik Tage Johansen maakte de beste score van de ochtendspelers en stond even aan de leiding. Riu sloeg pas om 1 uur af en had hem na drie holes al ingehaald. Huizing speelde een goede tweede ronde en eindigde op de 2de plaats naast ET Johansen.

### Ronde 3

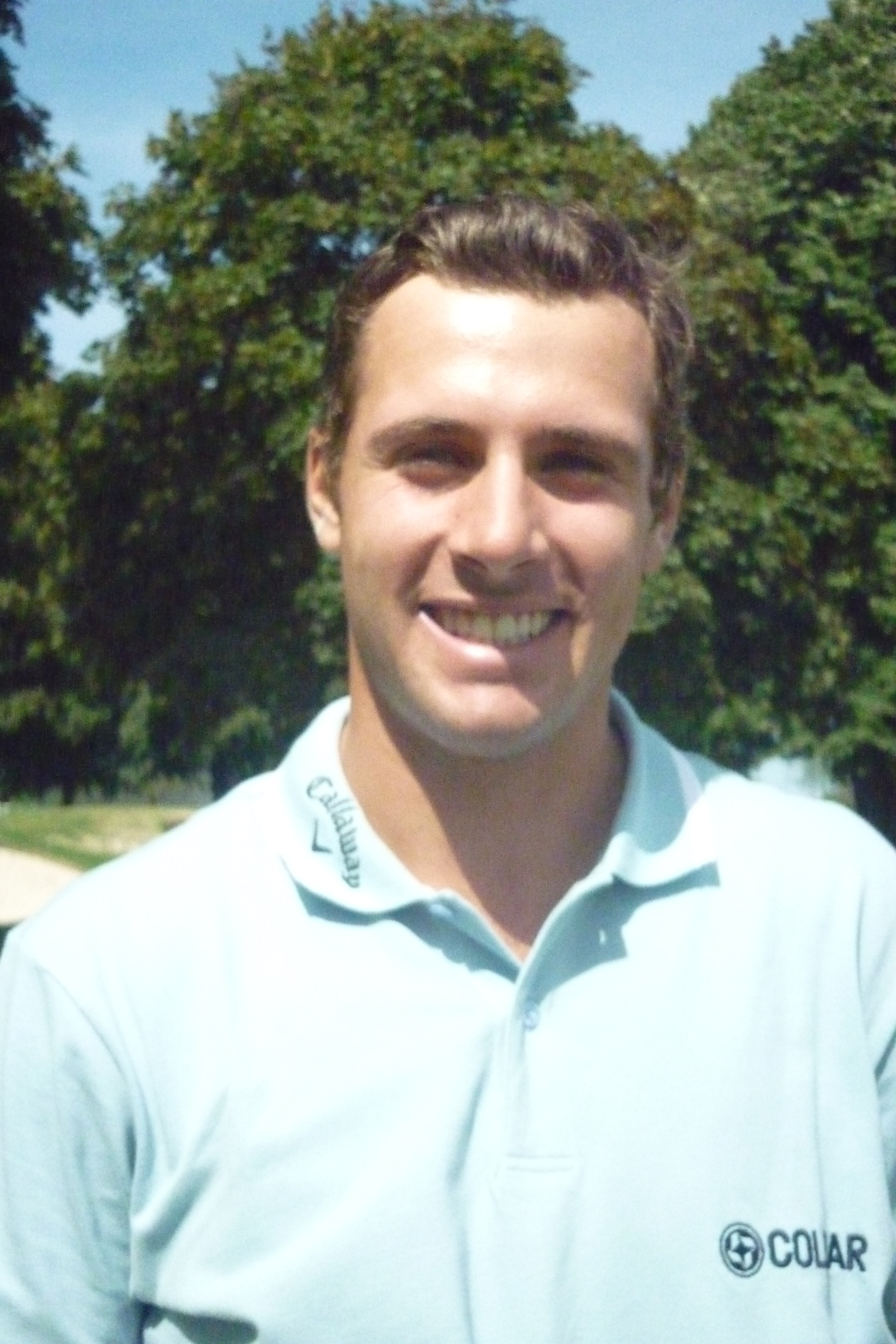
Andrea Pavan

Daan Huizing zette weer een goede score neer en bleef in de top. De andere twee Nederlanders zakten iets in het klassement.

De Italiaan Andrea Pavan maakte een ronde van 66 en ging aan de leiding. Pavan, zijn landgenoot Marco Crespi en Fransman Adrien Bernadet waren de enige spelers met een bogey-vrije ronde.

### Ronde 4
De 24-jarige Koreaan Sihwan Kim had een droomstart, na twaalf holes stond hij op -8, maar op hole 15 maakte hij een dubbel-bogey. Toch een mooie score van 65 en een eindresultaat van -13 en een top-10 plaats.
De beste Duitse speler was Sebastian Heisele, die net als Wil Besseling op -8 eindigde. Robin Kind had ook een goede ronde en steeg naar de top-10, hetgeen betekent dat hij mag meedoen aan de Swiss Challenge. Daan Huizing  bleef de beste NEderlander en eindigde op de gedeeld 5de plaats. 

Het werd een duel tussen de Italiaanse Crespi en Pavan. Beiden stonden op -19, Crespi moest toen alleen nog maar de laatste hole spelen, Pavan nog twee. Hij maakte een birdie op hole 17 en ging naar -20. Op de 18de tee  kon Pavan zien hoe Crespi de hole in de partij voor hem speelde. Hole 18 is een par 4 en heeft een gemiddelde deze week van 4,5, dus er worden veel bogeys gemaakt. Crespi eindigde ook met een bogey, en ging terug naar -18. Toen Pavan op hole 18 afsloeg stond hij twee slag voor. Ook hij eindigde met een bogey, maar hij won.

- Scores

| Naam                | Score R1 | Score R1 | Nr   | Score R2 | Score R2 | Totaal | Nr  | Score R3 | Score R3 | Totaal | Nr  | Score R4 | Score R4 | Totaal | Nr  |
| ------------------- | -------- | -------- | ---- | -------- | -------- | ------ | --- | -------- | -------- | ------ | --- | -------- | -------- | ------ | --- |
| Andrea Pavan        | 68       | -4       | T18  | 67       | -5       | -9     | T4  | 66       | -6       | -15    | 1   | 68       | -4       | -19    | 1   |
| Marco Crespi        | 69       | -3       | T32  | 69       | -3       | -6     | T16 | 66       | -6       | -12    | T4  | 66       | -6       | -18    | 2   |
| Victor Riu          | 63       | -9       | 1    | 69       | -3       | -12    | 1   | 70       | -2       | -14    | 2   | 72       | par      | -14    | T3  |
| Knut Borsheim       | 67       | -5       | T11  | 72       | par      | -5     | T19 | 67       | -5       | -10    | T14 | 68       | -4       | -14    | T3  |
| Daan Huizing        | 66       | -6       | T5   | 68       | -4       | -10    | T2  | 69       | -3       | -13    | 3   | 72       | par      | -13    | T5  |
| Sihwan Kim          | 72       | par      | T84  | 69       | -3       | -3     | T42 | 69       | -3       | -6     | T31 | 65       | -7       | -13    | T5  |
| Robin Kind          | 66       | -6       | T5   | 71       | -1       | -7     | T11 | 71       | -1       | -8     | T14 | 68       | -4       | -12    | T10 |
| Eirik Tage Johansen | 68       | -4       | T18  | 66       | -6       | -10    | T2  | 70       | -2       | -12    | T4  | 73       | +1       | -11    | T12 |
| Pierre Relecom      | 65       | -7       | T2   | 72       | par      | -7     | T11 | 70       | -2       | -9     | T11 | 73       | +1       | -8     | T20 |
| Sebastian Heisele   | 68       | -4       | T18  | 72       | par      | -4     | T28 | 71       | -1       | -5     | T30 | 69       | -3       | -8     | T20 |
| Wil Besseling       | 72       | par      | T84  | 69       | -3       | -3     | T42 | 72       | par      | -3     | T49 | 67       | -5       | -8     | T20 |
| Nicolas Meitinger   | 65       | -7       | T2   | 72       | par      | -7     | T11 | 75       | +3       | -4     | T45 | 72       | par      | -4     | T47 |
| Christopher Mivis   | 68       | -4       | T18  | 77       | +5       | +1     | MC  |          |          |        |     |          |          |        |     |
| Guillaume Watremez  | 68       | -4       | T18  | 75       | +3       | -1     | MC  |          |          |        |     |          |          |        |     |
| Floris de Vries     | 68       | -4       | T18  | 76       | +4       | par    | MC  |          |          |        |     |          |          |        |     |
| Reinier Saxton      | 74       | +2       | T112 | 73       | +1       | +3     | MC  |          |          |        |     |          |          |        |     |
| Tim Sluiter         | 74       | +2       | T112 | 79       | +7       | +9     | MC  |          |          |        |     |          |          |        |     |

| Leider |  | Toernooirecord |  | MC = missed cut = cut gemist |  | DQ = disqualified |

1990 ·
1991 ·
1992 ·
1993 ·
1994 ·
1995 ·
1996 ·
1997 ·
1998 ·
1999 ·
2000 ·
2001 ·
2002 ·
2003 ·
2004 ·
2005 ·
2006 ·
2007 ·
2008 ·
2009 ·
2010 ·
2011 ·
2012 ·
2013 ·
2014